# 植野惠美子
植野惠美子（日语：／ Ueno Emiko，1957年9月3日—），已退役日本女子羽毛球運動員，出生於大阪府寢屋川市，專攻雙打。
1977年，她與栂野尾悅子搭檔贏得了全英羽球公開錦標賽和IBF世界錦標賽的女子雙打比賽冠軍。1979年，與米倉良子搭檔贏得世界盃女子雙打冠軍。1978年，她是日本贏得優霸盃（女子國際團體賽）的成員之一。